# Талл (Арканзас)
Талл (англ. Tull, Arkansas) — город в США. Расположен в округе Грант штата Арканзас.  Население  — 358 человек (2000 г).

## География
По данным Бюро переписи населения США город имеет общую площадь в 8,81 квадратных километров, водных ресурсов в черте населённого пункта не имеется. Талл расположен на высоте 107 метров над уровнем моря.

## Демография
По данным переписи населения 2000 года в Талле проживало 358 человек, 110 семей, насчитывалось 155 домашних хозяйств и 167 жилых домов. Средняя плотность населения составляла около 40,2 человек на один квадратный километр. Расовый состав Талла по данным переписи распределился следующим образом: 99,16 % белых, 0,56 % — коренных американцев, 0,28 % — представителей смешанных рас.
Испаноговорящие составили 3,07 % от всех жителей города.
Из 155 домашних хозяйств в 26,5 % — воспитывали детей в возрасте до 18 лет, 64,5 % представляли собой совместно проживающие супружеские пары, в 3,9 % семей женщины проживали без мужей, 29,0 % не имели семей. 27,1 % от общего числа семей на момент переписи жили самостоятельно, при этом 20,0 % составили одинокие пожилые люди в возрасте 65 лет и старше. Средний размер домашнего хозяйства составил 2,31 человек, а средний размер семьи — 2,81 человек.
Население города по возрастному диапазону по данным переписи 2000 года распределилось следующим образом: 19,0 % — жители младше 18 лет, 7,8 % — между 18 и 24 годами, 27,9 % — от 25 до 44 лет, 29,1 % — от 45 до 64 лет и 16,2 % — в возрасте 65 лет и старше. Средний возраст жителей составил 43 года. На каждые 100 женщин в Талле приходилось 101,1 мужчин, при этом на каждые сто женщин 18 лет и старше приходилось 93,3 мужчин также старше 18 лет.
Средний доход на одно домашнее хозяйство в городе составил 33 750 долларов США, а средний доход на одну семью — 41 406 долларов. При этом мужчины имели средний доход в 30 417 долларов США в год против 29 250 долларов среднегодового дохода у женщин. Доход на душу населения в городе составил 18 017 долларов в год. 10,1 % от всего числа семей в округе и 10,7 % от всей численности населения находилось на момент переписи населения за чертой бедности, при этом 14,1 % из них были моложе 18 лет и 7,8 % — в возрасте 65 лет и старше.